# Мечеть Сулеймана-паші аль-Хадима
Мечеть Сулеймана-паші аль-Хадима (араб. مسجد سليمان باشا الخادم), також відома як мечеть Саріат аль-Джабаль — історична мечеть, заснована в 1528 Хадимом Сулейманом-пашою, одним з османських правителів Єгипту. Вона розташовується всередині Каїрської цитаделі на вершині гори Мокаттам і спочатку зведена для використання яничарами, розташованими в північному корпусі. Це перша мечеть, побудована в Єгипті в архітектурному османському стилі.

## Історія

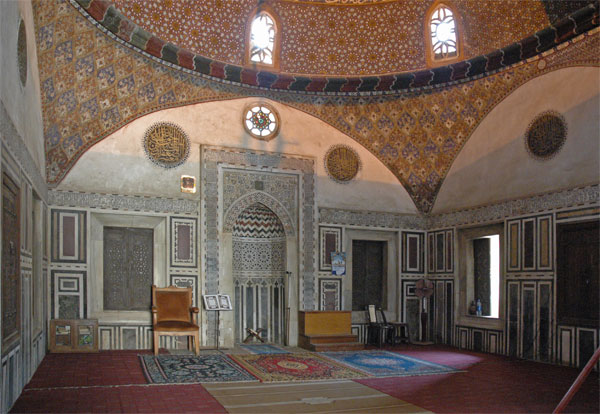
Інтер'єр мечеті Сулеймана-паші з міхрабом у центрі

Побудована на руїнах старої мечеті Абу Мансура Кусти, зведеної намісником Олександрії в період правління династії Фатімідів в 1141 і існувала ще до будівництва цитаделі. Зведена у 1528, після першої реконструкції цитаделі. Сулейман-паша обіймав посаду османського намісника в Єгипті в XV столітті. Нова будівля покликана уособлювати його владу. У Сулеймана-паші були люди для створення мечеті, серед яких були єгипетські майстри та архітектор.

## Архітектура

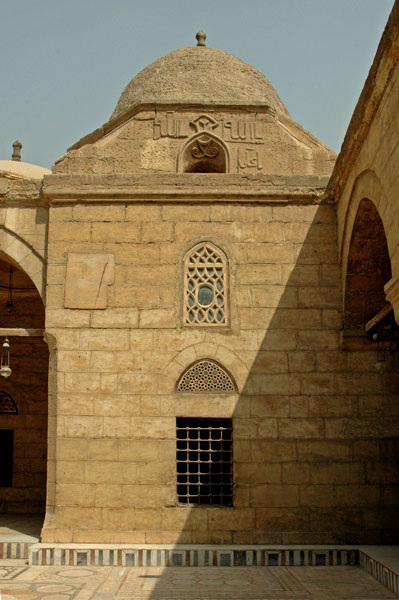
Одна зі стін у дворі мечеть. На її верхній частині розташовується коранічний напис і зображення кількох геометричних фігур, що також прикрашають і підлогу

Складається з двох секцій і увінчується в центрі куполом, оточеним напівкуполами, прикрашеними кольоровими написами. Куполи мечеті покриті зеленими кашанійськими географічними візерунками. У першій секції прикраси чергуються з різними письменами, а мармурові стіни вкриті у своїй нижній частині лінією з куфічними блуками та квітучими цитатами з Корану. В середині східної стіни знаходиться міхраб та мармурова платформа. Західна стіна веде до другої секції, яка є відкритим середнім сахном, підлога якого прикрашена кольоровим мармуром. Він оточений чотирма арками, покритими напівкуполами, які встановлені на їхніх плечах, а на західному боці двору знаходиться невелика куполоподібна споруда з кількома гробницями з мармуровими конструкціями. Гробниці покриті різними видами надгробків, які були поширені на той час.

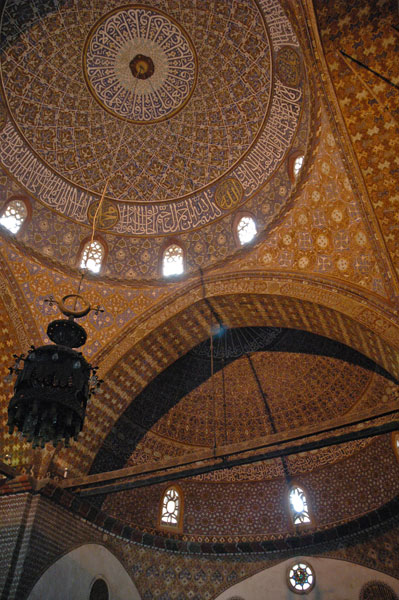
Купол мечеті Сулеймана-паші

Мінарет має циліндричну форму з двома виступами, кожен з яких прикрашений різнокольоровими мукарнами. Він увінчаний конусом, вкритим зеленими панелями. Цей тип османського мінарета використовувався у більшості мечетей, створених в османську епоху.
Зовні будівля мечеті має форму прямокутника. Її також увінчують 9 малих куполів. Вхідні двері ведуть до центру прямокутної області, до молитовного залу. З прямокутною формою будівлі, він також включає в себе внутрішній двір. Ще один внутрішній двір розташований у північній частині. Це стіни, які зроблені з мармуру, були зроблені з роботи єгипетських майстрів.